# Davide Biraschi
Davide Biraschi (* 2. Juli 1994 in Rom) ist ein italienischer Fußballspieler. Er wird meist als Innenverteidigung eingesetzt und steht aktuell bei Frosinone Calcio unter Vertrag.

## Karriere
Davide Biraschi wechselte zur Saison 2011/12 aus der Jugend von Pomezia Galcio in die Jugendabteilung vom FC Grosseto SSD. Noch als A-Jugendlicher debütierte er in der ersten Mannschaft des Vereins am letzten Spieltag der Saison 2011/12. Am 12. Mai 2012 wurde er beim Spiel gegen den FC Modena in der Serie B in der 55. Minute für Yaw Asante eingewechselt. Zur Saison 2012/13 steig er dann ganz in die erste Mannschaft des Vereins auf. Mit der nach der Saison 2012/13 aus der Serie B als Tabellenletzter in die Serie C abstieg. Sein Debüt in der Serie C gab er am 1. September 2013. Bei der 2:5-Niederlage gegen US Città di Pontedera wurde er während der gesamten Spielzeit eingesetzt.
Nach der Saison 2014/15 verließ er Grosseto und schloss sich dem Zweitligisten US Avellino 1912 an. Sein Debüt für den neuen Verein gab er am 6. September 2015. Bei der 3:1-Niederlage wurde er von Trainer Attilio Tesser für die gesamte Spielzeit eingesetzt. Nach nur einer Saison verließ er den Verein wieder und wechselte in die Serie A zum CFC Genua. In der Serie A debütierte er am 27. November 2016 beim Spiel gegen Juventus Turin. Beim 3:1-Sieg gegen Turin wurde er in der 89. Minute von Trainer Ivan Jurić für Lucas Ocampos eingewechselt.
Nachdem er von Januar 2022 bis Juni 2023 bereits an Fatih Karagümrük SK ausgeliehen war, wechselte er im Sommer 2023 fest in die Türkei.
Im Sommer 2024 wechselte Biraschi zum Serie-A-Absteiger Frosinone Calcio.